# Botanical Journal of the Linnean Society
Botanical Journal of the Linnean Society (abreviado como Bot. J. Linn. Soc.) é uma revista científica que publica artigos originais relacionados com a taxonomia de todos os grupos de plantas e fungos, incluindo anatomia, biossistemática, biologia celular, ecologia, etnobotânica, microscopia electrónica, morfogénese, paleobotânica, palinologia e fitoquímica.
A revista é publicada pela Linnean Society of London e está disponível em formato impresso e em formato pesquisável online.
Assim como a revista Biological Journal of the Linnean Society (publicada desde 1858), evoluiu da revista original da sociedade, Transactions, que cobriu artigos de Darwin e Wallace, tornando-se uma publicação importante para todos os que trabalham no campo da botânica.